# Bildu
Bildu (Reunir-se en èuscar) fou una coalició política amb una ideologia nacionalista basca i d'esquerres, i ubicada dins el denominat pol sobiranista i independentista, conformada pels partits Eusko Alkartasuna i Alternatiba, la plataforma ciutadana Herritarron Garaia i altres independents abertzales i d'esquerres.
Va presentar candidatures a diversos processos electorals que es van celebrar durant el mes de maig de 2011, com són les eleccions al Parlament de Navarra, les Juntes Generals d'Àlaba, Guipúscoa i Biscaia, i les eleccions locals al País Èuscar del Sud. D'altra banda, els seus components han afirmat la seva voluntat de continuar el projecte de coalició més enllà de les eleccions de 2011. El seu successor és Euskal Herria Bildu.